# 今宮浅間神社
今宮浅間神社（いまみやせんげんじんじゃ）は、静岡県富士市にある神社。全国にある浅間神社の一社。富士下方五社（五社浅間）の「今宮」にあたる。

## 祭神
富士山本宮浅間大社同様に、木花之佐久夜毘売命を主祭神とし、阿波乃咩命を配神としている。

## 歴史
創建は、貞観6年（864年）かつて形成された富士山の溶岩流の先端に社を建て、災害が起きないように浅間大神を祀ったのが当社の始まりと考えられている。ただ五社浅間である為、大同元年（806年）の五社浅間勧請より以前の可能性もある。
現在の本殿と拝殿は、昭和55年（1980年）7月に改築したものである。

## 境内
5,030坪の境内に、本殿、拝殿などからなる。富士市の浅間神社では最大の境内を持つが大半が杉林であり、市天然記念物の大杉もある。

## 神徳
安産・子宝・火難除けほか

## 例祭
- 5月2日
- 他、8月13日に、今宮火祭りを催す。

## 現地情報
所在地
- 静岡県富士市今宮387

交通アクセス
- 東名高速道路 富士ICより、自動車で約15分
- 新東名高速道路 新富士ICより、自動車で約15分